# Шац, Брайан
Брайан Эмануел Шац (англ. Brian Emanuel Schatz; 20 октября 1972, Анн-Арбор, Мичиган) — американский политик, член Демократической партии, сенатор США от штата Гавайи (с 2012). Шац служил в Гавайской палате представителей с 1998 по 2006 год, представляя 25-й избирательный округ, и председательствовал в Демократической партии Гавайев с 2008 до 2010 год. Занимал пост вице-губернатора до 26 декабря 2012 года, когда после смерти сенатора Дэниела Иноуэ губернатор Аберкромби назначил Шаца на оставшийся срок полномочий в Сенате США. Шац был самым молодым сенатором США в 112-м Конгрессе. Он выиграл внеочередные выборы 2014 года, чтобы завершить оставшийся срок полномочий Иноуэ в Сенате, и был переизбран в 2016 году на полный шестилетний срок, победив республиканца Джона Кэрролла.

## Биография
Окончил школу Пунахоу (Punahou School) в Гонолулу, в 1994 году получил степень бакалавра искусств в колледже Помона (Pomona College) в Клермонте (Калифорния), работал преподавателем. В 1998—2006 годах — член Палаты представителей Гавайев. В 2002—2010 годах — генеральный директор Helping Hands Hawaii. В 2008—2011 годах — председатель гавайского отделения Демократической партии.
В качестве лидера гавайских демократов поддерживал 444-й билль Гавайской палаты представителей (HB444), которым предполагалась легализация однополых гражданских союзов на Гавайях (билль был одобрен, но тогдашний губернатор Линда Лингл наложила на него вето).
В декабре 2010 года приведён к присяге как вице-губернатор Гавайев.
Летом 2012 года Шац активно противодействовал избирательной кампании в Сенат США бывшего губернатора Гавайев республиканки Линды Лингл. Она разместила в Фейсбуке своё фото с президентом Обамой в 2009 году на приёме губернаторов, а Шац напомнил о её прежнем отношении к президенту-демократу. В 2008 году она якобы публично задавала вопрос, будет ли страна в безопасности, если Обама попадёт в Белый дом, а затем проигнорировала заседание Национальной ассоциации губернаторов с участием избранного президента.
26 декабря 2012 года ввиду смерти сенатора Дэниела Иноуэ губернатор Нил Эберкомби назначил сенатором США от Гавайев Брайана Шаца (на следующий день он вступил в должность).
В августе 2014 года с минимальным преимуществом (менее 1 %) победил члена Палаты представителей США Колин Ханабузу на праймериз Демократической партии и 4 ноября 2014 года победил на своих первых выборах в Сенат республиканца Кэмпбелла Кавассо.
8 ноября 2016 года переизбран с результатом 73,6 % голосов против 22,2 % у сильнейшего из его соперников — республиканца Джона Кэрролла.
8 ноября 2022 года переизбран с результатом 71,25 % голосов против 26,01 % у республиканца Боба Макдермотта.

## Вице-губернатор (2010—2012 гг.)

### Выборы 2010 г.
10 января 2010 года Шац выдвинул свою кандидатуру на пост вице-губернатора Гавайев. Приоритеты его предвыборной кампании включали создание рабочих мест в сфере экологически чистой энергии, общественное образование и технологические усовершенствования в государственном секторе. Он также заявил о своей поддержке законопроекта № 444 Палаты представителей на Гавайях, который разрешил бы однополые гражданские союзы на Гавайях, но был наложен вето губернатором-республиканцем Линдой Лингл. Ряд гавайских профсоюзов поддержали Шаца на пост вице-губернатора на предварительных выборах Демократической партии, состоявшихся 18 сентября 2010 г. Напарник Нила Аберкромби на всеобщих выборах в ноябре.

### Срок
6 декабря 2010 года Шац был введен в должность 11-го вице-губернатора Гавайев вместе с Аберкромби, который победил действующего вице-губернатора-республиканца герцога Айона на выборах губернатора. Помощник судьи Верховного суда штата Гавайи Джеймс Э. Даффи-младший принес присягу в павильоне коронации на территории дворца Иолани.

## Сенат США (2012 — настоящее время)

### Назначение
Незадолго до того, как сенатор Даниэль Иноуе умер 17 декабря 2012 года, он продиктовал письмо губернатору Нилу Аберкромби с просьбой назначить представителя США Коллин Ханабус, чтобы закончить его срок.
Закон Гавайев о временных назначениях в Сенат США требует, чтобы губернатор выбрал из трех кандидатов, выбранных партией предыдущего должностного лица. 26 декабря 2012 года Демократическая партия Гавайев выдвинула кандидатуры Шаца, Ханабуса и заместителя директора Департамента земельных и природных ресурсов Гавайев Эстер Киаайна. В тот же день Аберкромби назначил Шаца, несмотря на просьбу Иноуэ. Позже той же ночью Шац сопровождал президента Барака Обаму обратно в Вашингтон на самолете Air Force One. 27 декабря Шац был приведен к присяге в качестве сенатора вице-президентом Джо Байденом.
Назначение Шаца на место Иноуэ 27 декабря 2012 года сделало его старшим сенатором от Гавайев (Мейзи Хироно, который был избран в ноябре того же года вместо уходящего в отставку сенатора Даниэля Акаки, вступил в должность через неделю, 3 января 2013 года). Он стал только шестым человеком, представлявшим Гавайи в Сенате США, и только вторым, кто не был американцем азиатского происхождения, после Орена Э. Лонга (1959—1963).

### Выборы 2014
Шац объявил о своем намерении баллотироваться на внеочередных выборах, которые состоятся в 2014 году, сроком на два года. В апреле 2013 года Ханабуса объявила, что бросит вызов Шацу на предварительных выборах. Ядром кампании Schatz были изменения климата и возобновляемые источники энергии. Шац победил Ханабуса 1782 голосами (0,75 %) на предварительных выборах, отложенных на двух участках ураганом Изелле.
Как и ожидалось на сильно демократических Гавайях, Шац выиграл всеобщие выборы, победив республиканца Кэмпбелла Кавассо, набрав около 70 % голосов.

### Выборы 2016
В 2016 году Шац баллотировался и легко выиграл свой первый полный шестилетний срок в Сенате против лишь номинальной оппозиции.
Согласно журналу New York, Шац оказал незаметное, но очень влиятельное влияние на первичные выборы демократов на президентских выборах 2020 года, подтолкнув товарищей-демократов к прогрессивным позициям по таким вопросам, как здравоохранение, климат, доступность колледжей и социальное обеспечение.

### Срок
Шац участвовал в сертификации подсчета голосов Коллегии выборщиков США в 2021 году, когда сторонники Трампа штурмовали Капитолий США. Он назвал штурм «презренным». Шац призвал к смещению Трампа с поста как через применение Двадцать пятой поправки к Конституции США, так и через процесс импичмента. Он назвал тогдашнего президента «опасностью для самой демократии».

### Задания комитета
- Комитет по ассигнованиям
  - Подкомитет по сельскому хозяйству, развитию сельских районов, управлению по контролю за продуктами и лекарствами и смежным агентствам
  - Подкомитет по торговле, правосудию, науке и связанным с ними агентствам
  - Подкомитет по обороне
  - Подкомитет по труду, здравоохранению и социальным услугам, образованию и смежным агентствам
  - Подкомитет по военному строительству и делам ветеранов и смежные учреждения
  - Подкомитет по транспорту, жилищному и городскому развитию и смежным агентствам (председатель)
- Комитет по торговле, науке и транспорту
- Комитет по международным отношениям
- Комитет по делам индейцев (председатель)
- Избранный комитет по этике

#### Руководящие должности
- Заместитель главного парламентского организатора[29][30]
- Сопредседатель Целевой группы Сената по изменению климата[31]
- Председатель Специального комитета Сената Демократической партии по климатическому кризису[32]
- Член Попечительского совета Фонда стипендий Гарри С. Трумэна.

#### Участие в собраниях
- Азиатско-тихоокеанское собрание Конгресса США[33]
- Собрание Конгресса NextGen 9-1-1[34]
- Расширение собрания социального обеспечения

## Личная жизнь
Шац исповедует иудаизм, женат на Линде Квок Кай Юн (Linda Kwok Kai Yun), у супругов есть сын и дочь.